# Пеноне (Болцано)
Пеноне је насеље у Италији у округу Болцано, региону Трентино-Јужни Тирол.
Према процени из 2011. у насељу је живело 137 становника. Насеље се налази на надморској висини од 616 м.